# 金材昱
金材昱（韩语：／ Kim Jae-wook */?，1983年4月2日—），韓國男演員、歌手、模特兒。

## 經歷
父親是某日報的記者，被派往日本做特派記者，所以雖然出生在韓國首爾，但一出生就被帶到日本，一直到8歲才回到韓國。
2000年，17歲以雜誌模特兒出道，入行沒多久就憑藉出色的外形條件接下移動通訊公司的廣告並成為眾多服裝品牌的專屬模特兒，但金材昱的夢想並不在此，音樂才是他的摯愛，所以在2002年升入大學後為了能更好地充實音樂，他毅然放棄了模特兒的工作，直到畢業後才重新回到模特兒的伸展舞台。
金材昱精通吉他、鋼琴等樂器演奏，在首爾藝術大學攻讀實用音樂，從大一開始與朋友成立搖滾樂隊「Walrus」（取自Beatles的著名搖滾樂曲《I am the walrus》），在之中擔任主唱兼吉他手，並且還創作很多歌曲。雖然參加了電視劇的拍攝，但音樂活動一直在繼續著，因為通過歌曲可以把他的想法傳達給別人，樂隊Walrus於2011年發行首張專輯。
2011年7月5日，金材昱透過非公開形式現役入伍，2013年4月4日退伍。
2017年1月特別出演OCN週末連續劇《Voice》，憑藉高富帥連續殺人魔毛泰九一角掀起熱潮，再度走入廣大觀眾視野中。
2018年 擔任第22屆富川國際幻想電影節(短篇電影部門)評審之一。
2019年4月 主演tvN水木連續劇《她的私生活》，在劇中擔任男主角「Ryan Gold館長」與朴敏英飾演的女主角「成德美策展員」一起上演一場浪漫的戀愛故事。這也是他首次接演愛情喜劇的題材，更是首次擔任第一男主角的電視劇作品。劇中外型高冷，內心卻纖細、溫柔，並時而嶄露霸道和可愛的一面的館長深受觀眾喜愛。金材昱與朴敏英所呈現的完美默契和甜蜜氛圍也深深的吸引觀眾，掀起極大的熱潮與高度討論。此劇也使金材昱的人氣再創高峰。並憑該劇拿下星和璀璨星光夜2019中拿下亞洲最受矚目男演員獎。

## 演出作品

### 電視劇
| 年份   | 電視台  | 劇名                      | 角色              | 性質           |
| 2002年 | MBC     | 《隨你心意做》            | 基鴻              | 配角           |
| 2007年 | KBS     | 《達子的春天》            | 春河              | 配角           |
| 2007年 | MBC     | 《咖啡王子1號店》         | 盧善奇            | 配角           |
| 2008年 | KBS     | 《風之國》                | 鄒拔素            | 配角           |
| 2010年 | SBS     | 《壞男人 》               | 洪泰成            | 主演           |
| 2010年 | KBS     | 《瑪莉外宿中》            | 鄭仁              | 主演           |
| 2013年 | tvN     | 《Who Are You》           | 李亨俊            | 主演           |
| 2014年 | KBS     | 《感激時代：鬪神的誕生》  | 金秀昱            | EP5-8          |
| 2014年 | MBC     | 《Drama Festival－4teen》 | 俊（成年）        | 特別出演       |
| 2017年 | OCN     | 《Voice》                 | 毛泰九            | 特別出演       |
| 2017年 | SBS     | 《愛情的溫度》            | 朴正宇            | 主演           |
| 2018年 | OCN     | 《客：The Guest》         | 崔允              | 主演           |
| 2019年 | OCN     | 《 神的測驗5：重啟 》     | 韓朱元            | 特別出演 EP 16 |
| 2019年 | tvN     | 《她的私生活》            | Ryan Gold／許允在 | 主演           |
| 2022年 | KBS     | 《Crazy Love》            | 盧高鎮            | 主演           |
| 2023年 | TVING   | 《死期將至》              | 鄭奎哲            | 特別出演       |
| 2025年 | Netflix | 《我們的浪漫電影》        | 高峻              | [ 2 ]          |
| 2025年 | Netflix | 《吞金》                  | 嫻平大君          | 特別出演       |
| 2026年 | tvN     | 隱袐的監察                | 全在烈            | 主演           |

### 網路劇
- 2015年：《甜蜜的誘惑》飾演 車敏浩

### 電影
| 年份   | 劇名                                 | 角色       | 性質                                      |
| 2008年 | 《西洋古董洋果子店》                 | 閔善宇     | 雙男主之一                                |
| 2008年 | 《Save Me》                          |            | 男主角（12分鐘藝術電影）                  |
| 2010年 | 《請把你的記憶給我～皮格馬利翁之戀》 | 金基勇     | 第一男主角（日本移動手機電視臺BeeTV上映） |
| 2010年 | 《HEART OF GOLD》                    | 秋流星     | 第一男主角（網路電影，共10話）            |
| 2015年 | 《如此美好》*台譯：《初戀三重奏》    | 姜明燦     | 特別出演                                  |
| 2015年 | 《普朗克常數》                       | 金宇宙     | 第一男主角                                |
| 2015年 | 《伊人夢》                           | 美菜前男友 | 特別出演                                  |
| 2016年 | 《兩個戀愛》                         | 仁成       | 第一男主角                                |
| 2016年 | 《德惠翁主》                         | 宗武志     |                                           |
| 2017年 | 《另有他路》                         | 尹洙完     | 第一男主角                                |
| 2018年 | 《沉睡蝴蝶》*台譯：《當愛沉睡時》    | 宋澯海     | 第一男主角                                |

### MV
| 年份   | 歌曲名稱     | 演唱歌手   | 合作對象 |
| 2007年 | 《冰凌險境》 | Dear Cloud |          |
| 2011年 | 《To Be》    | Walrus     |          |
| 2011年 | 《首爾魔女》 | Walrus     | 韓惠珍   |
| 2019年 | 《Special》  | DICKPUNKS  |          |
| 2019年 | 《Shaker》   | SUMIN      |          |

### 音樂劇
- 2011年：《HEDWIG（朝鲜语：헤드윅 (뮤지컬)）》
- 2021年：《歌客朴寅煥（韓語：가객 박인환)》(朴寅煥誕生95年祝賀公演)
- 2024年：《破果》

### 話劇
- 2018年：《AMADEUS》（莫札特傳）

### 遊戲
- 2023年：《人中之龍7外傳 英雄無名》飾演 第三代西谷譽

## 演唱會&粉絲見面會
| 日期           | 舉行地點                            | 性質                               | 備註                 |
| 2008年9月27日  | 日本東京新宿 FACE                   | 1st Japan fan meeting              |                      |
| 2009年11月8日  | 日本東京 なかのZERO                 | fanmeeting 與walrus                |                      |
| 2010年1月21日  | 首爾 弘大 Rolling Hall              | walrus live band                   | 朱智勛到場           |
| 2011年1月28日  | 日本東京澀谷C.C Lemon Hall          | Fanmeeting與walrus                 |                      |
| 2011年1月29日  | 日本大阪                            | Fanmeeting與walrus                 |                      |
| 2011年3月12日  | 首爾 club TA                        | walrus live band                   |                      |
| 2011年4月2日   | 香港 九龍灣國際展貿中心 6F          | Fanmeeting與walrus                 |                      |
| 2011年6月26日  | 首爾 弘大 Club VERA                 | 1st fan meeting in Korea           | 嘉賓朱智勛 MC 金泰賢 |
| 2014年8月1日   | 首爾 club TA                        | walrus live band                   |                      |
| 2014年9月27日  | 首爾 弘大 Rolling Hall              | walrus live band                   |                      |
| 2014年11月1日  | 首爾 弘大 Rolling Hall              | walrus live band                   |                      |
| 2014年11月15日 | 香港 Music Zone E-Max               | Walrus Asia Tour                   |                      |
| 2015年1月23日  | 首爾 MUV Hall                       | walrus live band                   |                      |
| 2015年4月4日   | 日本東京 チームスマイル・豊洲ＰＩＴ | Walrus Asia Tour                   |                      |
| 2015年4月24日  | 首爾 club TA                        | walrus live band                   |                      |
| 2015年7月19日  | 日本大阪 Zepp なんば                | Kim Jae Uck 2015 fanmeeting 大阪   |                      |
| 2015年7月20日  | 日本東京 舞浜アンフィシアター       | Kim Jae Uck 2015 Fanmeeting 東京   |                      |
| 2016年8月26日  | 日本大阪 なんばHatch                | Kim Jae Uck 2016 fanmeeting 大阪   |                      |
| 2016年8月28日  | 日本東京 チームスマイル・豊洲ＰＩＴ | Kim Jae Uck 2016 fanmeeting 東京   |                      |
| 2016年8月29日  | 日本名古屋 Zepp Ｎagoya             | Kim Jae Uck 2016 fanmeeting 名古屋 |                      |

## 音樂

### Walrus(월러스)
全體成員均為首爾藝術大學音樂實用學系，於2009年GMF音樂節正式以Walrus名義作大型公開性演出。2011年2月8日發行首張專輯《Walrus》
- 成員：

金材昱—主唱、吉他手、作曲、作詞
柳承範—吉他手、作曲
梁侍穩—吉他貝斯手、作曲
金泰賢—鼓手、作曲

### 唱片專輯
- 2011年1月24日《Walrus 1st Single Album》（Genie音樂,Stone Music Entertainment）

CD
1. To Be
2. Mozaic
3. 서울마녀

- 2014年9月18日《Walrus - The 2nd Single》（Sony Music）

CD
1. Reorganize
2. It's Alright
3. Summer Rain

## 書籍
- 2011年：《TOP MODEL》

## 模特兒
- 2007年：首爾collection, Lawn Custom, General Idea by 運動時尚模特兒

## 提名及獲獎紀錄
| 年份 | 頒獎典禮                     | 獎項                     | 作品                 | 結果 |
| 2007 | 第一屆韓國電視劇節           | 人氣獎                   | 《咖啡王子1號店》    | 獲獎 |
| 2008 | 第16屆韓國文化和娛樂獎       | 電影演員新人獎           | 《西洋古董洋菓子店》 | 獲獎 |
| 2009 | Asia Model Festival Awards   | Special Model Award      | 不適用               | 獲獎 |
| 2013 | 日本韓流10周年韓國電視劇大賞 | 評審委員特別賞           | 不適用               | 獲獎 |
| 2017 | SBS演技大賞                  | 月火劇部門男子優秀演技獎 | 《愛情的溫度》       | 提名 |
| 2019 | 星和璀璨星光夜2019           | 亞洲最受矚目男演員獎     | 她的私生活           | 獲獎 |

## 外部連結
- 金材昱的Instagram帳戶